# Vladimir Aïtoff
Vladimir Aïtoff (París, 5 d'agost de 1879 – París, 6 de desembre de 1963) va ser un oficial de l'exèrcit francès, metge i jugador de rugbi francès que va competir a cavall del segle xix i el segle xx. El 1900 va prendre part en els Jocs Olímpics de París, on guanyà la medalla d'or en la competició de rugbi.
Fill de l'emigrant revolucionari i francmaçó rus David Alexandróvitx Aitov (1854 - 1933), durant els seus estudis de medicina aprofità per jugar a rugbi, tot guanyant l'or als Jocs de París amb l'equip Union des Sociétés Françaises de Sports Athlétiques. Deixeble del neuròleg Joseph Babinski, el 1905 es traslladà a Sant Petersburg per treballar a l'Hospital Francès.
Va romandre a Rússia fins a l'esclat de la Primera Guerra Mundial, en la qual fou sotsoficial de la missió militar francesa a Rússia. El 1920 fou condecorat com a cavaller de la Legió d'Honor.